# Saint Kitts és Nevis hívójelkörzetei
Saint Kitts és Nevis jelenleg (2024) nincs felosztva hívójelkörzetekre.
Saint Kitts és Nevis számára az ITU a V4 hívójelprefixet határozta meg.
| Prefix | Körzet | Hely/jelleg                                                           | ITU zóna | CQ zóna | 1 szintű QTH lokátor |
| ------ | ------ | --------------------------------------------------------------------- | -------- | ------- | -------------------- |
| VP     | 2K     | Kivezetve, az Egyesült Királyságtól való gyarmati függés megszűntével | 11       | 8       | FK                   |
| V4     | [0..9] | Saint Kitts és Nevis                                                  | 11       | 8       | FK                   |

## Lajstromjel
Vízi és légi járművek lajstromjelezéséhez a V4 prefixet használják.